# جون ر. ألين جونيور
جون ر. ألين جونيور (بالإنجليزية: John R. Allen, Jr.)‏ هو طيار وضابط أمريكي، ولد في 1935م في لويفيل في الولايات المتحدة.